# Spreiz-Klee
Der Spreiz-Klee, in der Schweiz Südlicher Gold-Klee (Trifolium patens) ist eine Pflanzenart aus der Gattung Klee (Trifolium) in der Unterfamilie der Schmetterlingsblütler (Faboideae) innerhalb der Familie der Hülsenfrüchtler (Fabaceae oder Leguminosae). Sie kommt vorwiegend im Süden Europas vor.

## Beschreibung

### Vegetative Merkmale
Der Spreiz-Klee ist eine einjährige krautige Pflanze und erreicht Wuchshöhen von 15 bis 30 Zentimetern. Die dünnen, knickig hin und her gebogenen, aufrechten bis aufsteigenden Stängel sind häufig verzweigt, 20 bis 50 Zentimeter lang und zerstreut behaart.
Die wechselständig angeordneten Laubblätter sind in Blattstiel und -spreite gegliedert. Der Blattstiel ist 5 bis 20 Millimeter lang. Die Blattspreite ist dreizählig gefiedert. Die Fiederblättchen sind bei einer Länge von bis zu 18 Millimetern sowie einer Breite von etwa 6 Millimetern einen keilförmigen Grund, sind schmal elliptisch. Die obere Hälfte ist fein gesägt. Die Spreite ist zerstreut behaart. Die Nebenblätter sind bei einer Länge von 5 bis 12 Millimeter meistens kürzer als der Blattstiel und eiförmig mit spitzem oberen Ende, am Grund sitzen halbkreisförmige Zipfel, sie sind ganzrandig oder leicht gezähnt.

### Generative Merkmale
Der seitenständige, dünne Blütenstandsschaft ist 3 bis 4 Zentimeter lang, steht bogig ab und überragt das Tragblatt deutlich. In einem köpfchenförmigen Blütenstand sind 12 bis 25 Blüten dicht angeordnet und bilden bei einem Durchmesser von 9 bis 12 Millimetern eine Halbkugel, später eine Kugel. Auf einem sehr kurzen Blütenstiel sind sie Blüten abstehend-aufgerichtet und senken sich nach der Anthese nur kaum.
Die zwittrige Blüte ist zygomorph und fünfzählig mit doppelter Blütenhülle. Der Kelch ist fünfnervig, die unteren Kelchzähne sind mehrfach länger als die oberen und dabei doppelt so lang wie die Kelchröhre. Die Krone ist 5 bis 7 Millimeter lang, gelb und wird nach der Anthese hell-braun. Die Fahne ist löffelförmig, hat einen flachen Rücken und schwache Seitennerven. Die Flügel sind spreizend. Der Fruchtknoten ist gestielt.
Die Hülsenfrucht ist eiförmig, gleich lang wie oder kürzer als der Griffel, springt an der Unterseite auf und enthält nur einen Samen. Der Samen ist länglich und gelb-braun.
Die Chromosomenzahl beträgt 2n = 14, 16, 28, 32.

## Ökologie und Phänologie
Der Spreiz-Klee ist ein Therophyt.
Die Blüte ist eine typische Schmetterlingsblume und hat einen Klappmechanismus. Die Bestäubung erfolgt durch Honigbienen und andere Bienenarten. Selbstbestäubung ist möglich. Die Blütezeit reicht von Juni bis Juli.
Die Ausbreitung der Diasporen erfolgt durch den Wind (Anemochorie), dabei dient die trockene, bleibende Krone als Flugapparat (Ballonflieger).

## Verbreitung und Standorte
Der Spreiz-Klee ist in Süd- und Südosteuropa von Spanien bis Griechenland verbreitet, im Osten reicht sein Areal über die Türkei bis in den Nahen Osten (Libanon, Israel, Syrien, Jordanien) und Ägypten. In Mitteleuropa kommt er als Adventivpflanze oder als Neophyt im Norden bis ins Elsass, Baden-Württemberg und die Tschechische Republik vor. In Deutschland wurde er erstmals 1903 im Hafen von Mannheim nachgewiesen. In der Schweiz kommt er vorwiegend auf der Alpensüdseite vor. In Österreich kommt der Spreiz-Klee zerstreut bis selten vor im Süd-Burgenland, der südlichen Mittel-Steiermark und Kärnten, unbeständig in Niederösterreich und Tirol; die Art gilt in Österreich als potenziell gefährdet.
Der Spreiz-Klee wächst auf feuchten Wiesen und in Gräben. Er kommt vorwiegend auf frischen bis wechselfeuchten, nährstoffreichen und meistens tonigen Lehmböden vor. Als Adventivpflanze kommt er auch an trockenen Wegrändern und auf Bahnhöfen vor. Er wächst hauptsächlich in der collinen Höhenstufe vor, reicht jedoch bis in die montane Höhenstufe. Er ist in Südeuropa pflanzensoziologisch eine Art des Verbands Cynosurion, kommt aber sonst auch in Pflanzengesellschaften der Ordnung Arrhenatheretalia vor.
Die ökologischen Zeigerwerte nach Landolt et al. 2010 sind in der Schweiz: Feuchtezahl F = 3w+ (feucht aber stark wechselnd), Lichtzahl L = 4 (hell), Reaktionszahl R = 4 (neutral bis basisch), Temperaturzahl T = 4 (kollin), Nährstoffzahl N = 2 (mäßig nährstoffarm bis mäßig nährstoffreich), Kontinentalitätszahl K = 2 (subozeanisch), Salztoleranz: 1 = salztolerant.

## Botanische Geschichte und Taxonomie
Diese Art wurde bereits von Gherardo Cibo im 16. Jahrhundert in Italien gesammelt, aber erst zu Ende des 18. Jahrhunderts von Franz Xaver Freiherr von Wulfen beschrieben. Die erste heute gültige Beschreibung erfolgte 1804 durch Johann Christian Daniel von Schreber in Jacob Sturm: Deutschlands Flora (Sturm), Abt. I, Phanerog. Heft 16.

## Belege
- Siegmund Seybold (Hrsg.): Schmeil-Fitschen interaktiv. CD-ROM, Version 1.1. Quelle & Meyer, Wiebelsheim 2002, ISBN 3-494-01327-6.